# Platnickopoda normani
Espèce
Platnickopoda normani est une espèce d'araignées aranéomorphes de la famille des Sparassidae.

## Distribution
Cette espèce est endémique de Tanzanie. Elle se rencontre dans les régions de Tanga, de Pwani et de Lindi.

## Description
Les mâles mesurent de 13,2 à 14,5 mm et les femelles de 16,0 à 20,3 mm.

## Étymologie
Cette espèce est nommée en l'honneur de Norman I. Platnick.

## Publication originale
- Jäger, 2020 : Platnickopoda gen. nov., a new genus of huntsman spiders from Tanzania (Araneae: Sparassidae: Heteropodinae). Arachnology, vol. 18, no 5, p. 499-506.